# Labrystheia
Labrystheia ist ein Netzwerk lesbischer Theologinnen und theologisch interessierter Lesben in Deutschland. Es wurde 1989 gegründet. Labrystheia ist bundesweit kirchenpolitisch aktiv, fördert die Bildung und Stärkung der eigenen Identität und bietet Unterstützung bei Konflikten mit Institutionen an.

## Entstehung
Labrystheia wurde 1989 während des evangelischen Kirchentages in Berlin auf Initiative von lesbischen Theologiestudentinnen hin gegründet.

## Zielsetzung und Aktivitäten
Labrystheia ist ein Netzwerk für alle Lesben, die in kirchlicher oder theologischer Ausbildung sind oder waren oder die sich für lesbisch-feministische Theologie interessieren. Es bietet regelmäßige Jahrestagungen und Gruppentreffen an. Dabei geht es inhaltlich um spezifisch lesbische, theologische und gesellschaftspolitische Themen wie die eigenen Coming-out-Erfahrungen, Spiritualität, lesbische Existenz im Alltag, Rassismus, Lesben in der Kirche und um Trau- und Segnungsgottesdienste für lesbische und schwule Paare. Labrystheia hat zu diesem Thema immer wieder Briefe an den jeweiligen Evangelischen Oberkirchenrat gerichtet, mit der Bitte, Trau- und Segnungsgottesdienste auch für homosexuelle Paare zu ermöglichen. Die persönlichen Erfahrungen von Unterdrückung und das Gefühl in Ausbildungsinhalten und im kirchlichen Kontext nicht sichtbar zu sein, kommen bei all diesen Themen ebenfalls zur Sprache. Zum Themengebiet „Rassismus in der BRD“ hat Labrystheia 1993 einen Reader herausgegeben. 1999 folgte ein Reader zur Erwerbstätigkeit von Lesben in und bei der Kirche „Labrystheia – selbstverständlich lesbisch theologisch“. Zum 10-jährigen Bestehen erschien die Veröffentlichung „Mein Gott – sie liebt mich. Lesbisch-feministische Beiträge zur biblischen Theologie.“. Auf den Labrystheia-Tagungen und in den Regionalgruppen entstehen Kontakte, die das Netzwerk prägen. Des Weiteren ist Labrystheia sowohl auf den katholischen als auch auf den evangelischen Kirchentagen mit einem Stand im Zentrum Regenbogen vertreten, um über die eigene Vernetzungsarbeit zu informieren und neue Mitfrauen zu werben. Außerdem ist Labrystheia Gründungsmitglied des Vereins „Regenbogenforum e. V. - Christliche LSBTTIQ in Deutschland“, der im Oktober 2016 in Bielefeld gegründet wurde.